# 김대유 (1983년)
김대유(金大裕, 일본어: 金村 大裕 가네무라 다이유[*], 1983년 6월 13일 ~ )는 KBO 리그 전 SK 와이번스의 선수이다. 재일 한국인 3세이며 2010년 12월 1일에 SK 와이번스가 연봉 5,000만 원에 1년 간 계약한다고 밝혔다.
오사카 상업 대학을 졸업하고 2005년 한신 타이거즈에 입단한 그는 2009년 단 한차례 1군 무대를 밟은 이후 경기 기록이 없으며 구단으로부터 2010년 육성선수로 계약했고 2010년 10월 1일 방출 통보를 받았다. 당시 일본 고치시에서 훈련을 하던 SK 와이번스로 찾아와 입단테스트를 받았다고 한다.

## SK 와이번스시절
2011년 입단테스트 직후 입단에 성공하였으나 시즌 직후 보류 선수 명단 제외로 방출되었다.